# Парламентские выборы в Испании (1820)
Всеобщие выборы 1820 года в Испании были проведены после начала революции 1820 года.

## Предыстория
В мае 1814 года король Фернандо VII, опираясь на старших офицеров, верхушку чиновничества, большую часть церковной иерархии и депутатов-абсолютистов Кадисских кортесов, приостановил действие конституции, распустил Кортесы, вернул себе право издавать законы и начал репрессии против либералов, многие из которых были заключены в тюрьму или уехали в изгнание. Ему удалось задавить революционное движение в Испании, начавшееся как движение противфранцузской оккупации, но со временем переросшее в движение за превращение страны в конституционную монархию. Победа сторонников абсолютизма оказалась временной.
Социально-экономический кризис, недовольство сохранением феодальных отношений, опыт либеральной Кадисской конституции 1812 года и война за независимость испанских колоний в Америке вскоре создали в Испании предпосылки к революции.
1 января 1820 года Астурийский батальон во главе с подполковником Рафаэлем Риего-и-Нуньесом, недавно сформированный по приказу короля и только что прибывший в Кадис для отправки в Южную Америку для подавления местного движения за независимость, взбунтовался, потребовав возвращения к конституции 1812 года. Население Андалусии, в большинстве своём, не стало поддерживать революционеров, зато вскоре началось восстание в Галисии, быстро распространившись по всей Испании. 7 марта 1820 года восставшие вошли в Мадриде. Генерала Франсиско Бальестерос, спешно отозванный из отставки для защиты королевского дворца, убедил короля согласиться восстановить действие конституции 1812 года, что и было сделано 10 марта. Король назначил генерала Бальестероса вице-президентом временного правительства. Первыми шагами нового кабинета стали решение раскрыть государственные тюрьмы и темницы инквизиции и возвращению Мадриду системы городского управления, данную ему кортесами 1812 года.
18 марта было сформировано новое правительство во главе с Эваристо Пересом де Кастро, в прошлом секретарём Кадисских кортесов, которое и провело выборы в Кортесы.

## Избирательная система
Право голоса получили все лица мужского пола старше 21 лет, имели постоянное местожительство, в том числе представители белого духовенства, то есть священников, обслуживающих епархиальные храмы.
Депутатами могли быть избраны мужчины старше 25 лет, постоянно проживающие в своём округе они имели при условии наличия определённого дохода.
Депутаты выбирались по мажоритарной системе в 33 многомандатных избирательных округах.

## Выборы
Голосование в соответствии с конституционной процедурой прошло в три этапа. 30 апреля состоялось голосование в приходских собраниях, 7 мая в районных советов, 21 мая в провинциальных советах.
Фактически на выборах шла борьба между двумя течениями либеральной партии: умеренным и радикальным. Всего было 149 депутатов, практически все представляли либеральные силы. В большинстве оказались умеренные либералы («модерадос»), в меньшинстве — радикальные либералы, известные как «эксальтадос» (от исп. exaltados — восторженные).

## После выборов
После выборов 1820 года власть оказалась в руках умеренных либералов, таких деятелей Испанской революции 1808—1814 годов как Агустин Аргуэльес, Перес де Кастро, Xoce Канга Аргуэльес. Они занимали компромиссную позицию, выступая за реформы, но в то же время полагая Кадисскую конституцию чересчур радикальной. «Модерадос», пытаясь не допустить социальных конфликтов, считали необходимым отмену феодальных отношений и в то же время хотели сохранить земельную собственность дворянства. Реформы, проведённые умеренными, преимущественно свелись к ликвидации всё ещё сохранявшихся феодальных пережитков в правовой и административной системах, а также, не трогая дворянское землевладение, попытались облегчить финансовое бремя государства за счёт церковных владений.
Главными оппонентами «модерадос» стали левые либералы, «эксальтадос», чьи лидеры, Рафаэль Риего, Хуан Ромеро Альпуэнте, Хосе Морено Герра, Антонио Алькала Гальяно, требовали отмены сеньориальной собственности на землю и церковной десятины, уменьшения прямого налога на землю. Им удалось добиться принятия кортесами решения о передаче крестьянам большей части сеньориальной земли, но король наложил на этот закон вето.
Осенью и зимой 1821 года революционные выступления приняли огромный размах, особенно на юге страны. Была даже предпринята попытка восстания с целью свергнуть монархию и установить в Испании республику, подавленная правительством. Парламент в соответствии с конституцией проработал два года и в феврале 1822 года впервые собрались кортесы второго созыва.